# Капітуляції Санта-Фе

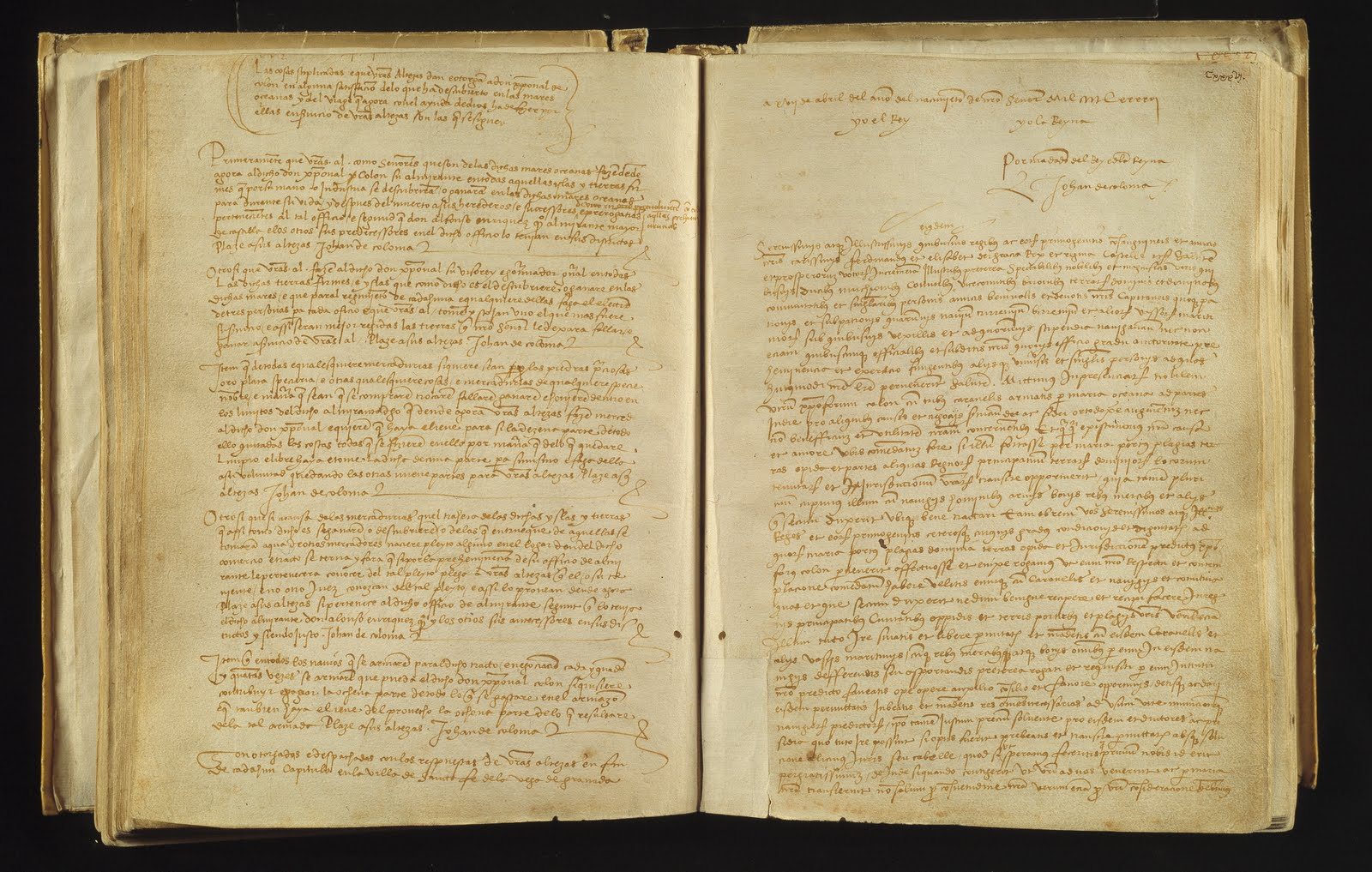
Копія капітуляції Санта-Фе в архіві Корони Арагону

Капітуляції Санта-Фе (ісп. Capitulaciones de Santa Fe) — договір, укладений 17 квітня 1492 року між генуезцем Христофором Колумбом і католицькими королями Ізабелою I Кастильською та Фернандо II Арагонським в армійському таборі Санта-Фе-де-ла-Вега (сучасна провінція Гранада), через чотири з половиною місяці після взяття Гранади і закінчення Реконкісти (2 січня 1492).
Ці капітуляції стосувались великого проєкту, запропонованого генуезьким мореплавцем, а саме спроби досягти «Індії» (під якою в ті часи широко розуміли усю Південну та Східну Азію — Індію, Китай, Японію), пливучи не на схід, як це вже на той час намагались здійснити португальці, а на захід, — через «Океанське море». Капітуляції детально описували усі широкі права та привілеї, які Колумб отримає, якщо йому вдасться реалізація цього проєкту, зокрема високі державні посади у відкритих ним землях і прибутки від торгівлі з цими територіями.
Копія Капітуляцій Санта-Фе, що зберігається в архіві Арагонської Корони в Барселоні, в 2009 році була оголошена ЮНЕСКО документальною пам'яттю світу.

## Визначення терміну «капітуляції»
Щоб залучити для відкриттів і завоювань, які здійснювались королівством фінансування від приватних інвесторів, в кіці XV століття Кастильська Корона використовувала так звані капітуляції. Це були грамоти, які містили домовленості, досягнуті під час переговорів між отримувачами капітуляцій (капітулянтами) та представниками корони. Вони містили перелік послуг, які мав надати капітулянт і обіцянки винагороди за це від корони. Ці документи не являли собою офіційних юридичних контрактів, оскільки були односторонніми і містили лише декларацію про наміри від імені короля чи королеви і не були підписані капітулянтами. Капітуляції стосувалися не лише цивільно-правових питань, таких як розподіл потенційних прибутків від торговельних компаній, а й обіцянок податкових переваг або адміністративних обіцянок платних державних посад («державних службовців»), які є неможливими у двосторонньому договорі між рівними сторонами і особи, яким надавались довічні посади згідно з капітуляціями, не були захищені від усунення з посади за неналежне управління.

## Історія укладення
У 1484 році Колумб представив свій план дістатися пливучі на захід до «Індій», джерела омріяних східних товарів, таких як прянощі і шовк португальському королю Жуану II. Колумб прагнув отримати від Жуана споряджжені кораблі та екіпажі, з якими він хотів вирушити в Сіпангу. Король доручив комісії експертів вивчити план і після обговорення пропозиції Колумба, комісія відмовилися підтримати таке плавання.
В 1485 році, після смерті дружини, Колумб залишив португальський острів Порту-Санту біля Мадейри і вирушив до Палоса у королівстві Кастилія. У францисканському монастирі Ла Рабіда він зустрівся з братом Антоніо де Марчена, який звів його з герцогом Медінаселі. У травні 1486 року в Кордові Колумб вперше особисто представив свій проєкт королеві Ізабеллі Кастильської. Королівська пара Ізабелла та Фернандо, як і раніше король Португалії, скликали комісію з астрономів, картографів і мореплавців.
Протягом останніх місяців 1486 року та перших місяців 1487 року експерти під головуванням королівського сповідника Ернандо де Талавера вивчали пропозиції Колумба та обговорювали з ним різні аспекти їх реалізації. У підсумку комісія дійшла висновку, що надані Колумбом цифри відстані до країн Сходу, а також його розрахунки довжини окружності Землі були помилковими. Після цього іспанські правителі дали зрозуміти Колумбу, що наразі їх не цікавить план, оскільки у них є інші більш нагальні справи, і тому вони повернуться до них пізніше, коли буде сприятливіша нагода. Вважається, що це досить завуальоване послання Колумбу, в якому уникали будь-яких згадок про несприятливе рішення асамблеї, було пов'язане з впливом Дієго де Дези, вчителя принца Хуана.
Взимку 1491 року, коли перемога у війні проти Гранадського емірату стала очевидною, королева Ізабелла прийняла Колумба у військовому таборі Санта-Фе поблизу Гранади. Зміст і перебіг розмови невідомі. Однак у результаті королева знову скликала комісію експертів, яка розглянула плани, а також вимоги Колумба. У комісії, яка знову зібралася під головуванням тодішнього духівника королеви Ернандо Талавери, прихильники проекту були представлені сильніше, ніж у попередній комісії. Вирішальними для повторного негативного рішення стали пояснення космографів і мореплавців, які абсолютно ясно вказали на помилковість розрахунків Колумба. Їхні точки зору взяли гору, і остаточний вердикт прийшов до висновку, що план плавання був абсолютно нездійсненним. Вимоги Колумба, такі як призначення віцекоролем та отримання чину адмірала також були відхилені, оскільки він був іноземцем. Кажуть, що Колумб негайно вирушив до Палоса, коли дізнався, що його проект знову відхилили.
Після відїзду Колумба, Луїсу де Сантанхель вдалось змінити думку королеви. Він переконував її, що підтримка плану Колумба становить невеликий ризик для Корони, оскільки обіцянки будуть виконані лише в тому випадку, якщо подорож буде успішною. Луїс де Сантанхель був готовий оплатити частину вартості обладнання кораблів. Решту Колумб міг зібрати у своїх друзів та торгівців. Кораблі могли бути оплачені з коштів, які місто Палос винне перед короною. Королева надіслала посланця, що закликати Колумба повернутися до Санта-Фе для переговорів.
Король Фердинанд вирішив, що справою повинні займатися тільки двоє: Ернандо де Талавера і Дієго де Деза. Обом їм було доручено провести перемовини з Христофором Колумбом і досягти згоди щодо умов майбутнього плавання. Протягом наступних трьох місяців між представниками Кастильської Корони та Колумба обговорювалися умови, за якими планувалося здійснити плавання та майбутні відкриття. 17 числа 14 квітня 1492 року король Фердинанд і королева Ізабелла підписали капітуляцію разом з іншими документами, що стосувалися подорожі.

## Мета подорожі
Мета подорожі в тексті капітуляцій прямо не згадується. Слід було відкрити й завоювати острови й материкові землі в Атлантичному океані. Відкриті землі мали стати власністю Кастильської корони. Для управління відкритими землями мало бути призначено віце-короля та губернатора, що свідчить про намір встановити міцний зв'язок між землями, які відкриває Колумб, і королями Кастилії. Спорядження експедиції не вказує на плани заснування нових поселень на відкритих землях.
Проведення місіонерської діяльності серед населення нововідкритих територій не планувалася, принаймні під час першої подорожі. Серед 87 членів експедиції були двоє чиновників для контролю за дотриманням угод, клерк для оформлення захоплених земель, перекладач зі знанням арабської та івриту для встановлення контактів з незнайомцями, але не було жодного священнослужителя.
У капітуляціях зазначалося, що одним із завдань, які стояли перед експедицією був пошук, купівля, обмін та інше придбання сідних товарів, таких як перли, дорогоцінні камені, золото, срібло, прянощі та інші речі.

## Зміст капітуляцій

### Обов'язки Колумба
Обов'язки капітулянта конкретно не перераховані в капітуляціях Санта-Фе. Проте з тексту випливає зобов'язання здійснити подорож до Атлантичного океану, відкрити там острови та материк і заволодіти ними від імені королеви та короля. Крім того, Колумб повинен придбати цінні товари для королеви і короля.

### Обіцяні Короною титули та посади
- Колумбу було гарантовано звання адмірала з усіма належними правами на всіх відкритих ним територіях. Цей титул підносив його до дворянського статусу і мав бути спадковим.
- Також посада адмірала надавала Колумбу право виступати суддею у всіх суперечках, які виникнуть у майбутньому через торгівлю з відкритими ним територіями.
- Колумб повинен був отримати посаду віце-короля та губернатора на всіх територіях, які він відкрив, з правом пропонувати по три кандидати на кожну посаду, яку потрібно було призначити, одного з яких мала обирати корона.

### Обіцяні Короною економічні вигоди
- Колумб мав право на десяту частину всіх товарів, придбаним у відкритих областях.
- У майбутньому Колумб мав право брати восьму частину витрат на оснащення будь-якого корабля, який заходив у відкриті ним райони, в обмін на одну восьму отриманого прибутку.

## Подальші суперечки щодо досягнутих домовленостей
Після другого плавання Колумба, королева і король почали обмежувати права, надані йому в капітуляціях Санта-Фе. За звичаями того часу, через скарги колоністів королі послали у Санто-Домінго слідчого суддю (ісп. juez pesquisidor), командора Ордену Калатрави Франсіско де Бобаділья, який був наділений усіма повноваженнями для перевірки виконання Колумбом своїх обов'язків віце-короля і губернатора і в той же час, на час розслідування перебирав на себе повноваження, що надавали ці посади. Подальші судові процеси, перегляд винесених рішень і повторні судові процеси тривали мали затяжний характер і продовжувались після смерті Колумба в 1506 році до середини 1530-х років.